# Hagen (Stade)
Hagen  is een dorp in de gemeente Stade in het gelijknamige Landkreis in de Duitse deelstaat Nedersaksen. Het dorp werd  in 1972 bij Stade gevoegd. 
Hagen wordt voor het eerst vermeld in een oorkonde uit 1130. Het dorp heeft geen eigen kerk, wel staat er op het kerkhof een kapel.